# État de Jefferson
Pour les articles homonymes, voir Jefferson.

Les zones en rouge sombre dénotent l'État de Jefferson, tel que proposé par Gilbert Gable en 1941. Des versions plus modernes du mouvement incluent souvent également les zones en rose.

Proposition de drapeau.

L'État de Jefferson (anglais : State of Jefferson) fut une proposition d'un État américain qui aurait couvert la zone principalement rurale du sud de l'Oregon et du nord de la Californie dans l'ouest des États-Unis. Au cours du XIXe, du XXe et du XXIe siècle, plusieurs tentatives eurent lieu pour faire de cette région un nouvel État des États-Unis.
Cette région de la côte Pacifique est la plus célèbre des différentes régions qui ont songé à adopter le nom de Thomas Jefferson, le 3e président des États-Unis. Au XIXe siècle, un Territoire de Jefferson fut établi mais non reconnu dans ce qui deviendrait plus tard le Colorado, et en 1915 un texte de loi au Texas suggéra ce nom pour un État qui comprendrait, le Texas Panhandle, la partie la plus au nord de l'État texan.

## XIXesiècle
Traversée par la piste Siskiyou, un chemin de commerce et de voyage, la région de l'État proposé fut l'une des dernières zones d'Amérique du Nord explorées par les Européens et les Américains. Les explorateurs non-autochtones n'y pénétrèrent pas avant les années 1820, et c'est seulement à partir de la découverte d'or dans la ville actuelle d'Yreka en 1851 que le premier établissement euro-américain eut lieu.
Cette région fut également le site de la dernière bataille en Amérique du Nord où les Amérindiens n'utilisèrent que des arcs et des flèches, ainsi que celui d'une des dernières révoltes importantes des autochtones (la guerre des Modocs).
En 1852, l'année du premier corps législatif de Californie, une loi fut proposée pour créer un « État de Shasta » recouvrant une bonne partie de la région désignée comme Jefferson, incluant la Cascade de Shasta.
Deux ans plus tard, un autre mouvement apparut dans le sud de l'Oregon, qui mena à une proposition de création d'un État devant le Congrès américain, et qui resta ouverte jusqu'à l'entrée dans l'Union de l'Oregon en 1859.

## XXesiècle
En octobre 1941, le maire de Port Orford, Gilbert Gable, annonce que les comtés oregoniens de Curry, Josephine, Jackson et Klamath doivent s'allier avec les comtés californiens de Del Norte, Siskiyou et Modoc pour former un nouvel État, baptisé plus tard « Jefferson ».
Avec cette proposition provocatrice, Gable cherche à mettre en avant le triste état des routes le long de la frontière orego–californienne, généralement non goudronnées et impraticables par temps de pluie ou lorsqu'elles sont enneigées, handicapant cruellement le développement économique de la région. Un historien local, Jim Rock, explique qu'il s'agit alors davantage d'un coup de publicité que d'un véritable mouvement de sécession, d'autant que, selon la Constitution américaine, les comtés en question auraient besoin de l'approbation du Congrès en plus de celle des États auxquels ils appartiennent.
Le geste de Gable fut perçu avec reconnaissance dans la région, notamment dans le comté de Siskiyou, dont le chef-lieu Yreka devint la capitale proposée de l'État, et où les représentants des comtés, réunis en novembre 1941, adoptèrent comme nom Jefferson, en hommage au troisième président américain, Thomas Jefferson.
Même si certains habitants des comtés de Lassen et de Shasta dans le nord de la Californie flirtèrent un moment avec le mouvement sécessionniste, seuls les comtés de Curry, Siskiyou, Trinity et Del Norte validèrent la proposition.
Le 27 novembre 1941, un groupe de jeunes armés de fusils se fit remarquer par les médias nationaux lorsqu'ils bloquèrent le trafic sur la Route 99 au sud d'Yreka et distribuèrent des tracts sur lesquels était imprimée une Proclamation d'Indépendance, décrivant l'État de Jefferson comme étant en « rébellion patriotique contre les États de Californie et d'Oregon », et qu'ils continueraient à « faire sécession chaque jeudi jusqu'à nouvel ordre ».
Le mouvement disparut subitement peu après, victime d'abord de la mort de Gable le 2 décembre, mais surtout cinq jours plus tard de l'attaque de Pearl Harbor et de l'entrée en guerre des États-Unis.

## XXIesiècle
Depuis le début des années 2000, l'idée d'un nouvel État a ressurgi dans certains cercles, même si le débat est souvent empreint d'un certain humour.
Voici un extrait d'un article d'avril 2003 du périodique American Journalism Review :
« L'« État » est politiquement varié, un mélange de conservateurs et de progressistes. Beaucoup partagent le dédain commun des gens de l'Ouest pour les gouvernements et la politique. « Les politiciens, c'est comme les couches : il faut les changer souvent, et pour la même raison », proclame un autocollant à l'arrière d'une voiture. Beaucoup partagent également le désir de garder intact les paysages qui attirent les autochtones comme les touristes dans cette région qui s'étend de la superbe côte oregonienne à la clarté de Crater Lake, jusqu'au mont Shasta au sud. »
La région a une identité culturelle propre, renforcée par des institutions comme la Jefferson Public Radio. Une grange le long de l'Interstate 5 au nord de la ville de Weed porte l'inscription The State of Jefferson sur son toit, et de nombreux conducteurs de la région apposent sur leur véhicule un cadre de plaque d'immatriculation proclamant leur statut de « citoyen de Jefferson ».
De nombreux citoyens de Jefferson se sentent menacés par les projets du National Marine Fisheries Service, qui veut établir des élevages de poisson le long du fleuve Klamath et créer une zone tampon le long du cours d'eau, qui pourrait conduire à l'évacuation de nombreux habitants.
Entretemps, d'autres militants aimeraient voir la région du Nord-Ouest Pacifique faire sécession des États-Unis et du Canada pour devenir son propre État souverain, la Cascadie.
Une route baptisée State of Jefferson Scenic Byway entre Yreka et O'Brien (en) rend hommage au troisième président américain et s'étire sur environ 174 kilomètres (108 miles) le long de la California State Route 96 (en) et la route principale 48 de l'U.S. Forest Service.
Si Jefferson devenait un État, sa population (en juillet 2004) serait de 423 004 habitants, en faisant le moins peuplé du pays. Dans sa version moderne et élargie (avec les comtés de Coos, Douglas et Lake en Oregon, ainsi que Humboldt, Trinity, Shasta, Lassen, Mendocino, Lake, Tehama, Plumas, Glenn, Butte, Colusa, Sierra, Sutter, Yuba, Nevada, Placer, El Dorado, Amador, Calaveras, Tuolumne, Stanislaus et Mariposa en Californie), l'État de Jefferson atteindrait 217 005 km2 (le treizième par sa superficie) et 3 138 324 habitants (33e État le plus peuplé).